# 金城紀光

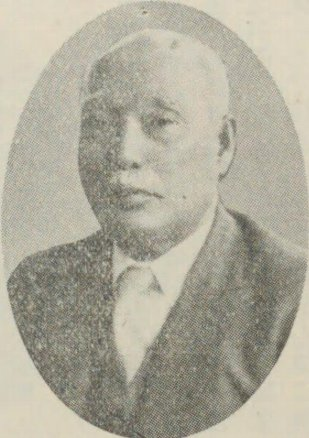
金城紀光

金城 紀光（かなぐすく / きんじょう きこう、1875年（明治8年）11月4日 - 1967年（昭和42年）8月10日）は、沖縄県出身の医師、政治家。衆議院議員、那覇市長。

## 経歴
泊村（現那覇市）で、代々医業に従事した家に生まれる。沖縄県尋常中学校、第五高等学校を経て、1904年、東京帝国大学医科大学を卒業。その後、同医科大学副手、東京予備病院衛生勤務幇助、東京市駒込病院医員を歴任。
1907年、帰郷して沖縄県病院院長、同内科部長兼医生教習所所長として迎えられた。1920年、仲地紀晃らと那覇区西本町に私立元順病院を設立し院長に就任。1926年、沖縄県医師会長となった。
1921年、那覇市会議員に当選し、同議長を務めた。1925年、沖縄県会議員に当選。1932年2月の第18回衆議院議員総選挙で沖縄県選挙区から立憲政友会所属で出馬して当選し衆議院議員を一期務めた。
1935年8月12日、那覇市長に就任。下水道の敷設、教育施設の改善などに尽力し、1939年8月11日、市長を一期務めて退任した。
戦後、沖縄医療団長、金武保養院長、真和志診療所長、元順病院院長などを務めた。